# 爱德华·布瓦纳利
爱德华·布瓦纳利（英語：Edward Bwanali，？—1998年），马拉维政治人物。布瓦纳利自1994年至1996年担任马拉维外交部长。布瓦纳利于1998年去世。
1978年至1980年、1984年至1986年，布瓦纳利担任马拉维财政部长。